# Aurèola

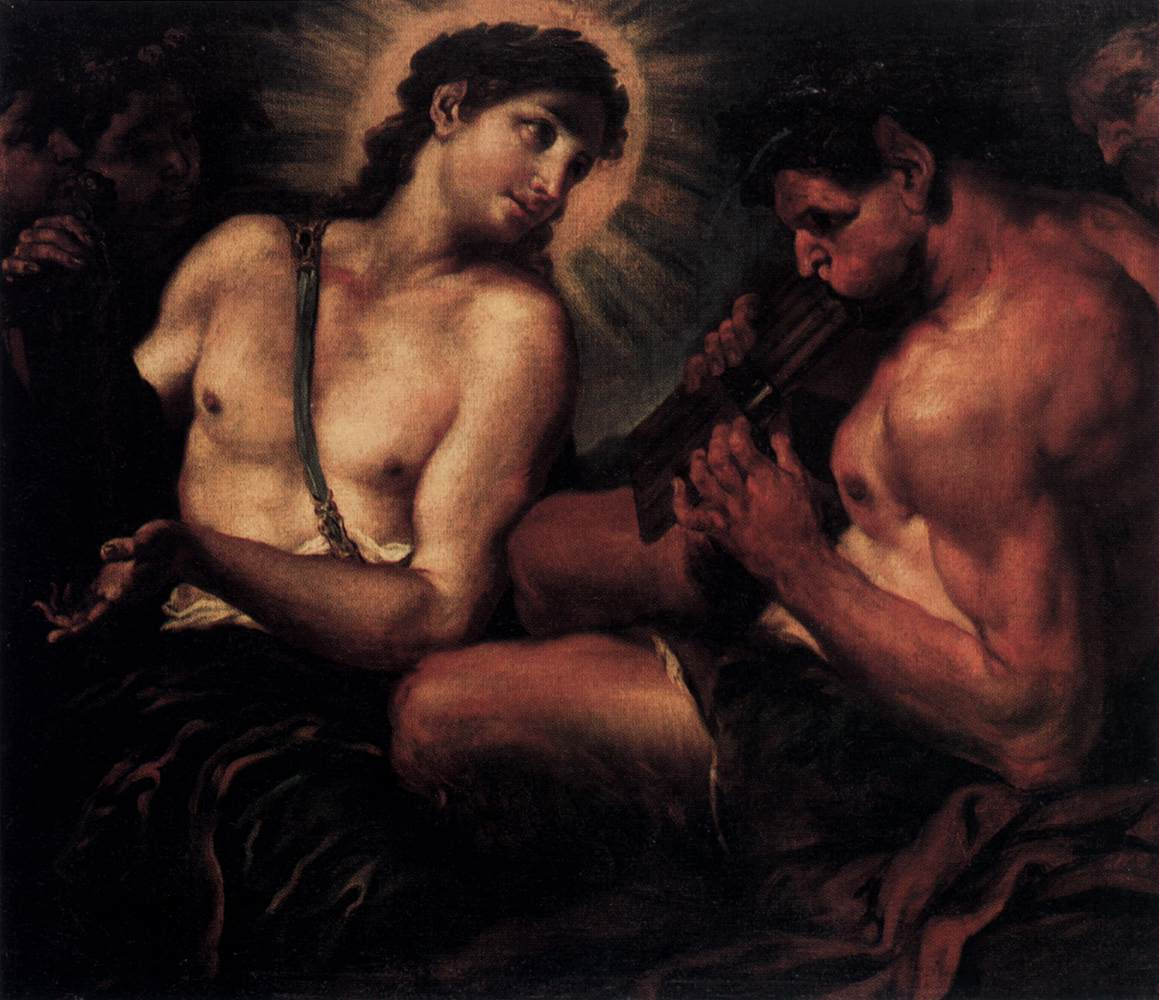
El déu Apol·lo

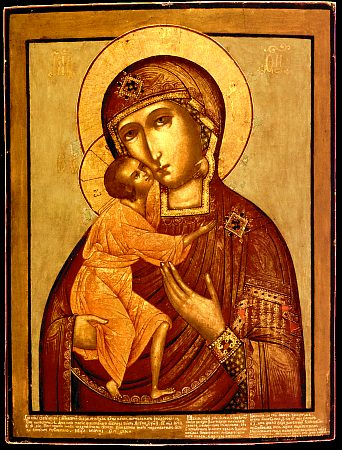
Verge i Jesús amb l'halo

Una aurèola o halo és un cercle que es col·loca en les representacions artístiques de personatges significatius amb la finalitat d'exaltar-ne la figura.

## Simbolisme
Tot i que en l'actualitat s'associa als sants cristians, és un símbol molt més antic. Era ja present a algunes representacions iconogràfiques de l'hinduisme. i a l'art egipci com a transposició del sol, igual que la corona.
Els faraons i déus portaven el sol al cap, símbol de la divinitat Ra. Posteriorment Apol·lo, com a déu del sol, es va representar amb un halo i Crist, el nou rei-déu, havia de portar un signe de gràcia divina. A partir de l'edat mitjana es representa l'halo de Crist amb una creu a dins, mentre que la Verge Maria, els àngels i els sants porten un halo simple.
Aquesta associació sol-déu, que apareix als escrits de Plató i als himnes homèrics, va derivar a la literatura en descripcions d'herois que semblaven tenir una resplendor sobrenatural al seu voltant, era la marca de la "il·luminació" per part dels déus.
Aquest marca pot adoptar la forma d'un cercle de flames a l'art religiós tàntric, sigui al cap o al voltant del cos de la figura.
L'halo és un element molt important de la iconografia cristiana. Es pot transformar en una aurèola i emmarcar tota la figura de llum, com per exemple a la màndorla cristiana.
L'halo és també un element important de la iconografia religiosa del budisme, sobretot al Mahayana i al budisme tibetà. Està normalment present a representacions de Buda i de les divinitats associades a la religió, com Tara i els bodhisattvas (éssers il·luminats).